# Marlies Göhr
Marlies Göhr (née Oelsner le 21 mars 1958 à Gera) est une athlète et championne olympique est-allemande qui faisait partie des meilleures spécialistes du 100 m dans les années 1970 et 1980. Elle a été double championne olympique et double championne du monde ainsi que cinq fois championne d'Europe. Elle a remporté quatre victoires en coupe du monde des nations et douze en coupe d'Europe des nations. Elle a également été sacrée neuf fois championne de République démocratique allemande. Elle a détenu le record du monde du 100 mètres de 1977 à 1983, et celui du 4 × 100 mètres de 1976 à 2012.

## Biographie

### Les années 1970
Marlies Göhr est la fille d'un maître-menuisier à Triptis. En 1971, elle est envoyée à la Kinder- und Jugendsportschule de Bad Blankenburg. Concourant sous son nom de jeune fille, Oelsner, Marlies termine deuxième du 100 m de sa première compétition internationale majeure, les championnats d'Europe Junior en 1975 à Athènes. L'année suivante, aux Jeux olympiques d'été de 1976 à Montréal, elle se qualifie pour la finale et y termine huitième. Elle remporte son premier titre olympique avec le relais 4 × 100 m et ses compatriotes Renate Stecher, Carla Bodendorf et Bärbel Eckert.
Sa véritable éclosion a lieu en 1977 lorsqu'elle remporte le titre national en battant le record du monde avec un temps de 10 s 88. Cette performance fait d'elle la première athlète à courir un 100 m en moins de 11 secondes avec chronométrage électronique. La même année, elle remporte le 100 m et termine deuxième au relais 4 × 100 m de la première édition de la coupe du monde des nations à Düsseldorf.
Marlies poursuit sa domination du sprint en 1978, mais elle court désormais sous le nom de Göhr, celui de son mari, le footballeur Ulrich Göhr. Elle remporte cette année-là le titre sur 100 m aux championnats d'Europe à Prague et n'est battue que d'un centième de seconde par la Soviétique Lyudmila Kondratyeva sur 200 m. Elle remporte encore le bronze en relais 4 × 100 avec Johanna Klier, Monika Hamann et Carla Bodendorf.
En 1979, à la coupe du monde des nations à Montréal, elle est battue sur 100 m par l'Américaine Evelyn Ashford. Cet événement marque le début d'une grande rivalité sportive.

### Les années 1980

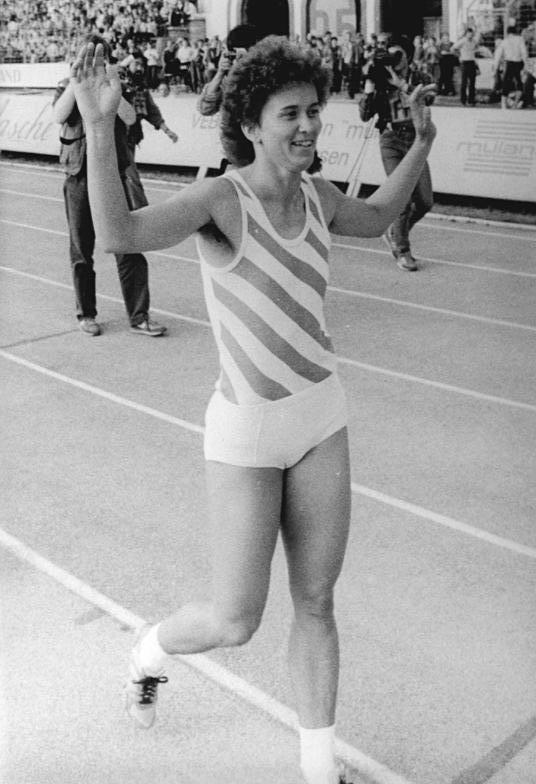
Marlies Göhr en 1984.

Au début de l'année 1980, Göhr confirme son statut de grande favorite pour le titre olympique sur 100 m. Dans un intervalle de deux semaines en mai, elle court en 10 s 98 à Potsdam, puis en 11 s 00 à Iéna et en 10 s 93 à Dresde, alors deuxième meilleure performance mondiale de tous les temps derrière son record en 10 s 88. Aux Jeux olympiques d'été de 1980 à Moscou, pour cause de boycott de nombreuses nations dont les États-Unis, sa principale adversaire est la Soviétique Kondratyeva qui l'a battue sur 200 m deux plus tôt à Prague. En finale, Göhr prend un mauvais départ et doit finalement se contenter à nouveau de l'argent pour un centième de seconde. Six jours plus tard, Göhr obtient son deuxième (et dernier) titre olympique au relais 4 × 100 m en battant avec ses compatriotes Romy Müller, Bärbel Wöckel et Ingrid Auerswald le record du monde en 41 s 60.
Göhr commence l'année 1981 en remportant le 100 m pour la troisième fois consécutive à la coupe d'Europe des nations à Zagreb en 11 s 17. À Rome, pour la coupe du monde des nations, elle doit s'avouer battue par Evelyn Ashford et la Britannique Kathy Smallwood-Cook.
En 1982 aux championnats d'Europe à Athènes, elle remporte un nouveau titre, devenant la première athlète à défendre avec succès son titre. Elle remporte aussi l'or en relais 4 × 100 m avec Gesine Walther, Bärbel Wöckel et Sabine Rieger.
La rivalité Göhr/Ashford se poursuit en 1983, les deux femmes améliorant tour à tour le record du monde. La première, Göhr améliore son propre record lors de la Journée Olympique à Berlin en 10 s 81. Ce record tiendra moins d'un mois, puisque Ashford l'améliore en 10 s 79. C'est aussi un record d'Europe, qui ne sera battu qu'en 1994 par la Russe Irina Privalova. Les deux athlètes se présentent en grande forme aux premiers championnats du monde à Helsinki. Chacune remporte sa demi-finale. Malheureusement la finale sera tronquée car Ashford se blesse (déchirure au tendon) durant la course. Göhr remporte le titre devant sa compatriote Marita Koch en 10 s 97. Elle remporte une deuxième médaille d'or en relais 4 × 100 m avec Silke Gladisch, Marita Koch et Ingrid Auerswald.
Marlies Göhr et Evelyn Ashford continuent de dominer le 100 m en 1984, signant à elles deux les dix meilleures performances de l'année. Malheureusement, Göhr ne peut se présenter aux jeux de Los Angeles à la suite du boycott des pays du Bloc de l'Est. Ashford, sans véritable rivale, remporte le titre. Son temps de 10 s 97 est la première référence officielle sous les onze secondes des Jeux olympiques. Dans le duel post-olympique quelques jours plus tard, au Weltklasse à Zurich, la course tourne à l'avantage d'Ashford qui bat nettement Göhr avec le temps 10 s 76, nouveau record du monde.
En 1986, Göhr se concentre sur la défense de son titre européen du 100 m. Aux championnats d'Europe à Stuttgart, elle devient en 10 s 91 la première femme à remporter trois titres européens sur 100 m. Elle remporte à nouveau le titre en relais 4 × 100 m avec Silke Gladisch, Sabine Günther et Ingrid Auerswald.
Ses deux dernières apparitions dans des compétitions internationales majeures ont lieu aux championnats du monde de 1987 à Rome et aux Jeux olympiques d'été de 1988 à Séoul. Elle est éliminée en demi-finale sur 100 m à Rome mais obtient l'argent en relais avec Silke Gladisch, Kerstin Behrendt et Cornelia Oschkenat. Aux jeux de Séoul, elle est éliminée en demi-finale du 100 m mais remporte la médaille d'argent en relais 4 × 100 m avec Silke Möller (Gladisch), Kerstin Behrendt et Ingrid Lange (Auerswald). Ashford la dernière relayeuse américaine remonte un handicap de trois mètres pour devancer Göhr d'un mètre à l'arrivée.

### Soupçons de dopage
Avec la chute du Mur de Berlin en 1990, les archives de la Stasi ont suggéré que le dopage était institutionnalisé sous le régime de la République démocratique allemande. Les performances de nombreux athlètes parmi lesquelles celles de Marlies Göhr qui aurait reçu de hautes doses d'Oral-Turinabol en 1983 et 1984, seraient à remettre en cause. De plus, Göhr aurait été contrôlée en 1975, à seulement 17 ans, positive aux stéroïdes androgènes.

## Palmarès
| Date | Compétition                    | Lieu            | Résultat | Épreuve   | Temps      |
| ---- | ------------------------------ | --------------- | -------- | --------- | ---------- |
| 1975 | Championnats d'Europe juniors  | Athènes         | 2e       | 100 m     | 11.43      |
| 1975 | Championnats d'Europe juniors  | Athènes         | 1re      | 4 × 100 m | 44.05      |
| 1976 | Jeux olympiques                | Montréal        | 8e       | 100 m     |            |
| 1976 | Jeux olympiques                | Montréal        | 1re      | 4 × 100 m |            |
| 1977 | Championnats d'Europe en salle | Saint-Sébastien | 1re      | 60 m      |            |
| 1977 | Coupe du monde des nations     | Düsseldorf      | 1re      | 100 m     | 11.16      |
| 1977 | Coupe du monde des nations     | Düsseldorf      | 2e       | 4 × 100 m | 42.65      |
| 1978 | Championnats d'Europe en salle | Milan           | 1re      | 60 m      |            |
| 1978 | Championnats d'Europe          | Prague          | 1re      | 100 m     |            |
| 1978 | Championnats d'Europe          | Prague          | 2e       | 200 m     |            |
| 1978 | Championnats d'Europe          | Prague          | 3e       | 4 × 100 m |            |
| 1979 | Championnats d'Europe en salle | Vienne          | 1re      | 60 m      |            |
| 1979 | Universiade                    | Mexico          | 1re      | 100 m     |            |
| 1979 | Coupe du monde des nations     | Montréal        | 2e       | 100 m     | 11.17      |
| 1979 | Coupe du monde des nations     | Montréal        | 2e       | 4 × 100 m | 42.32      |
| 1980 | Jeux olympiques                | Moscou          | 2e       | 100 m     | 11.07      |
| 1980 | Jeux olympiques                | Moscou          | 1re      | 4 × 100 m | 41.60 (RM) |
| 1981 | Coupe du monde des nations     | Rome            | 3e       | 100 m     | 11.13      |
| 1981 | Coupe du monde des nations     | Rome            | 1re      | 4 × 100 m | 42.22      |
| 1982 | Championnats d'Europe en salle | Milan           | 1re      | 60 m      |            |
| 1982 | Championnats d'Europe          | Athènes         | 1re      | 100 m     |            |
| 1982 | Championnats d'Europe          | Athènes         | 1re      | 4 × 100 m |            |
| 1983 | Championnats d'Europe en salle | Budapest        | 1re      | 60 m      |            |
| 1983 | Championnats du monde          | Helsinki        | 1re      | 100 m     |            |
| 1983 | Championnats du monde          | Helsinki        | 1re      | 4 × 100 m |            |
| 1984 | Jeux de l'Amitié               | Prague          | 1re      | 100 m     | 10.95      |
| 1985 | Championnats d'Europe en salle | Le Pirée        | 2e       | 60 m      |            |
| 1985 | Coupe du monde des nations     | Canberra        | 1re      | 100 m     | 11.10      |
| 1985 | Coupe du monde des nations     | Canberra        | 1re      | 4 × 100 m | 41.37      |
| 1986 | Championnats d'Europe en salle | Madrid          | 2e       | 60 m      |            |
| 1986 | Championnats d'Europe          | Stuttgart       | 1re      | 100 m     |            |
| 1986 | Championnats d'Europe          | Stuttgart       | 1re      | 4 × 100 m |            |
| 1987 | Championnats d'Europe en salle | Lievin          | 3e       | 60 m      |            |
| 1987 | Championnats du monde          | Rome            | 2e       | 4 × 100 m |            |
| 1988 | Championnats d'Europe en salle | Budapest        | 3e       | 60 m      |            |
| 1988 | Jeux olympiques                | Séoul           | 2e       | 4 × 100 m |            |

## Records

### Records personnels
| Épreuve | Performance         | Lieu   | Date        |
| ------- | ------------------- | ------ | ----------- |
| 100 m   | 10 s 81 (+ 1,7 m/s) | Berlin | 8 juin 1983 |
| 200 m   | 21 s 74 (+ 0,4 m/s) | Erfurt | 3 juin 1984 |

### Records du monde
- Record du monde du 100 mètres :
  - 10 s 88 le 1er juillet 1977 à Dresde
  - 10 s 88 le 9 juillet 1982 à Karl-Marx-Stadt
  - 10 s 81 le 8 juin 1983 à Berlin
- Record du monde du relais 4 × 100 mètres :
  - 42 s 50 le 29 mai 1976 à Karl-Marx-Stadt
  - 42 s 27 le 19 août 1978 à Potsdam
  - 42 s 10 le 10 juin 1979 à Karl-Marx-Stadt
  - 42 s 09 le 4 août 1979 à Turin
  - 42 s 09 le 9 juillet 1980 à Berlin
  - 41 s 85 le 13 juillet 1980 à Potsdam
  - 41 s 60 le 1er août 1980 à Moscou
  - 41 s 53 le 31 juillet 1983 à Berlin
  - 41 s 37 le 6 octobre 1985 à Canberra